# Грачёвка (село, Залегощенский район)
Грачёвка — село в Залегощенском районе Орловской области России. Административный центр Грачёвского сельского поселения.

## География
Село находится в центральной части Орловской области, в лесостепной зоне, в пределах центральной части Среднерусской возвышенности, на левом берегу реки Паниковец, на расстоянии примерно 10 км (по прямой) к северо-западу от посёлка городского типа Залегощь, административного центра района. Абсолютная высота — 213 м над уровнем моря.
Часовой пояс
Село Грачёвка, как и вся Орловская область, находится в часовой зоне МСК (московское время). Смещение применяемого времени относительно UTC составляет +3:00.

## Население
| 2002 | 2010 |
| ---- | ---- |
| 448  | ↘401 |

Половой состав
По данным Всероссийской переписи населения 2010 года, в гендерной структуре населения мужчины составляли 45,6 %, женщины — соответственно 54,4 %.
Национальный состав
Согласно результатам переписи 2002 года, в национальной структуре населения русские составляли 98 % из 448 чел.

## Улицы
| - ул. Луговая, - ул. Раздольная, | - ул. Речная, - ул. Садовая. |